# 激進小子
激進小子（New Radicals）是一隊1990年代末期的美國搖滾組合，核心成員是葛瑞·亞歷山大，大多數作曲填詞由他一手包辦。
1998年，樂團的第一張大碟《你可能也曾洗腦》（Maybe You've Been Brainwashed Too）發行，同年，第一首主打曲You Get What You Give成為全世界的熱門單曲。1999年，在發行第二首單曲Someday We'll Know的前夕，葛瑞·亞歷山大因為厭倦了宣傳跟巡迴的生活而解散樂隊，解散後核心人物葛瑞·亞歷山大繼續他的音樂創作事業。
2021年，激進小子的前成員在2021年美國總統就職典禮上再度合體表演。